# Segelfluggelände Osterholz-Scharmbeck

i7
i11
i13
Das Segelfluggelände Osterholz-Scharmbeck liegt in der Stadt Osterholz-Scharmbeck im Landkreis Osterholz in Niedersachsen, etwa 1 km südöstlich des Zentrums von Osterholz-Scharmbeck.

## Flugbetrieb
Das Segelfluggelände ist mit einer 790 m langen und 40 m breiten Start- und Landebahn aus Gras (Richtung 14/32) ausgestattet. Es besitzt eine Betriebszulassung für Segelflugzeuge, Motorsegler, Luftfahrzeuge bis 2000 kg höchstzulässige Abflugmasse, soweit sie bestimmungsgemäß zum Schleppen von Segelflugzeugen oder Motorseglern Verwendung finden, und Flugmodelle mit und ohne Verbrennungsmotoren, die nicht der Zulassungspflicht gemäß §6 LuftVZO unterliegen. Als Startarten sind Eigenstart, Flugzeugschleppstart und Windenstart zugelassen. Das Segelfluggelände dient der Nutzung durch den Luftsportverein Osterholz-Scharmbeck e. V. Andere Flüge bedürfen der vorherigen Genehmigung des Betreibers (PPR). Der Halter und Betreiber des Segelfluggeländes ist der Luftsportverein Osterholz-Scharmbeck e. V. Das Segelfluggelände wird auch von den Segelfliegern des Bremer Vereins für Luftfahrt e. V. benutzt.